# Kia Sportspace
Kia Sportspace (укр. Кіа Спортспейс) — прототип універсалу виробництва Kia Motors. Автомобіль представлять у березні 2015 року на Женевському автосалоні.

## Опис
Представлений Sportspace в середині лютого 2015 року і є провісником нової Kia Optima, серійна версія якої буде представлена ближче до кінця 2015 року, а саму модель покажуть на автосалоні в Нью-Йорку цього ж року. Розробляли автомобіль в Європейському дизайн-центрі Kia під керівництвом шеф-дизайнера Грегорі Гійома. У дизайні авто залишилася фірмова решітка радіатора в стилі «tiger nose». Автомобіль класифікується до класу GT - «grand touring».

## Технічні характеристики
Прототип має передній привід, двигун 2.0 T-GDI потужністю 250 к.с., з турбоннаддувом і безпосереднім впорскуванням палива. Вся техніка залишилася колишньою, проте зазнала модернізації.

## Габарити
Довжина моделі — 4,885 мм, ширина 1,870 мм, висота — 1,480 мм. Розмір колісної бази — 2,840 мм.